# Sakété
Sakété   este un oraș  în  Benin, în  departamentul Plateau.